# 今村翔吾×山崎怜奈の言って聞かせて
『今村翔吾×山崎怜奈の言って聞かせて』は2022年9月30日（9月29日深夜）から放送されている朝日放送ラジオ（ABCラジオ）の番組である。

## 概要
番組公式ハッシュタグは「#言って聞かせて」。
radikoのタイムフリー期間後はPodcastで期間限定配信される。
2025年3月21日、4月5日よりTBSラジオで毎週土曜に放送されることが発表された。

## 出演者
パーソナリティ
- 今村翔吾
- 山崎怜奈

## 放送局
| 放送期間                   | 放送時間                           | 放送局                 | 備考    |
| -------------------------- | ---------------------------------- | ---------------------- | ------- |
| 2024年10月4日-             | 金曜（木曜深夜） 0時00分 - 0時30分 | ABCラジオ (番組制作局) | [ 5 ]   |
| 2025年4月5日-2025年5月31日 | 土曜 18時00分 - 18時30分           | TBSラジオ              | 1日遅れ |

## コーナー
私を構成する一冊
ゲストが自分自身を構成する本を紹介するコーナー。自分自身を示す大切な本の中から、1冊をピックアップして紹介する。
偉人選抜会議
「ラジオパーソナリティーをやってほしい偉人」「YouTuberになってほしい偉人」などのテーマに沿って候補者を出し合い、トークの中で最も適切な偉人を決めるコーナー。
物は相談
リスナーのお悩みに2人が答えるコーナー。

## ゲスト
第5回・第6回(2022年11月4日・11日)
房野史典(ブロードキャスト!!)
第8回・第9回(2022年11月25日・12月2日)
バイク川崎バイク
第16回・第17回(2023年1月20日・27日)
河合敦
第18回・第19回(2023年2月3日・10日)
モモコグミカンパニー(BiSH)
第21回(2023年2月24日)
安壇美緒
第22回(2023年3月3日)
吉野太一郎(好書好日 副編集長)
第24回(2023年3月17日)
原知子・門田大範(角川春樹事務所 書籍編集部)
第26回(2023年3月31日)
田ノ上智隆(甲冑工房丸武 代表取締役社長)
第27回(2023年4月7日)
小川哲
第29回(2023年4月21日)
星野博規(ガガガ文庫編集長)
第34回・第35回(2023年5月26日・6月2日)
今野敏
第38回・第39回(2023年6月23日・30日)
藤村シシン
第40回・第41回(2023年7月7日・14日)
金子恵美
第44回(2023年8月4日)
ぽんこつ鳩子
第50回(2023年9月15日)
加藤勤
第51回(2023年9月22日)
佐藤真穂(集英社)
第52回(2023年9月29日)
鍋島壽夫
第53回(2023年10月6日)
見坊行徳
第55回(2023年10月20日)
門田大範(角川春樹事務所)
第58回(2023年11月10日)
橋本美穂
第60回(2023年11月24日)
あんびるやすこ
第62回(2023年12月8日)
碓氷早矢手(講談社・宣伝統括部担当部長)
第66回・67回(2024年1月5日・12日)
永井紗耶子
第70回・71回(2024年2月2日・9日)
凪良ゆう
第73回(2024年2月23日)
藤岡陽子
第74回(2024年3月1日)
矢部敬一(創元社代表取締役社長)
第75回・第76回(2024年3月8日・15日)
江國香織
第77回(2024年3月22日)
山科博司(NPO法人こどもの本総選挙事務局 プロデューサー)
第79回・第80回(2024年4月5日・12日)
加藤シゲアキ
第83回・第84回(2024年5月3日・10日)
阿部智里
第88回(2024年6月7日)
吉野敏弘
第89回(2024年6月14日)
河合良則
第90回・第91回(2024年6月21日・28日)
たかぎ七彦
第92回(2024年7月5日)
前野ウルド浩太郎
第93回(2024年7月12日)
齋藤哲也
第96回(2024年8月2日)
荒木俊哉
第101回(2024年8月30日)
後藤隆之(雑誌「月刊歴史人」編集長)
第102回・第103回(2024年9月6日・13日)
麻布競馬場(小説家)
第105回(2024年9月27日)
田内学(作家・金融教育家)
第106回(2024年10月4日)
甲斐ナオミ(作家・ネイティブスピーキングコンサルタント)
第109回・第110回(2024年10月25日・11月1日)
菅未里(文具ソムリエール)
第111回(2024年11月8日)
河村拓哉(QuizKnock)
第112回・第113回(2024年11月15日・22日)
一穂ミチ(小説家)
第114回(2024年11月29日)
魚豊(漫画家)
第116回・第117回(2024年12月13日・20日)
加納(Aマッソ)
第120回(2025年1月9日)
座間耀永(『父の航海 癌を闘い抜いた父との最後の3年間』著者)
第121回(2025年1月16日)
カツセマサヒコ(小説家・随筆家)
第125回・第126回(2025年2月14日・21日)
ポール・マーティン (日本刀研究家)
第128回(2025年3月7日)
米原信(小説家、『かぶきもん』著者))
第131回(2025年3月28日)
金子玲介(小説家)
第132回(2025年4月4日)
宮内悠介(小説家・SF作家)
第133回(2025年4月11日)
黒田剛(講談社 書籍PR担当、『非効率思考　相手の心を動かす最高の伝え方』著者)
第137回(2025年5月9日)
鈴木理子(家族心理サポート協会 代表理事、『元・しくじりママが教える 不登校の子どもが本当にしてほしいこと』著者)

## その他
第26回（2023年3月24日）では、3月10日に大阪城音楽堂で行われたイベント「つどえ歴史人！れきしタビ塾 in 大阪城」でのトークショーの一部が放送された。
2023年3月25日にワテラスコモンホールにて番組初となる公開収録を開催した。
2024年11月5日に朝日新聞東京本社2階読者ホールにて番組二度目の公開収録を開催した。またその模様は11月8日分から3週にわたって放送された。